# Bunar (Republika Serbska)
Bunar (cyr. Бунар) – wieś w Bośni i Hercegowinie, w Republice Serbskiej, w gminie Derventa. W 2013 roku liczyła 24 mieszkańców.